# بوژتیتسه
بوژتیتسه (به چکی: Božetice) یک منطقهٔ مسکونی در جمهوری چک است که در ناحیه پیسک واقع شده‌است. بوژتیتسه ۱۳٫۶۴ کیلومتر مربع مساحت و ۳۹۶ نفر جمعیت دارد و ۴۴۲ متر بالاتر از سطح دریا واقع شده‌است.